# Flag Point
Der Flag Point ist eine Landspitze an der Westküste der Wiencke-Insel im westantarktischen Palmer-Archipel. Sie liegt 800 m ostsüdöstlich des Damoy Point und markiert nördlich die Einfahrt zum Port Lockroy.
Teilnehmer der Vierten Französischen Antarktisexpedition (1903–1905) unter der Leitung des Polarforschers Jean-Baptiste Charcot entdeckten die Landspitze. Der Falkland Islands Dependencies Survey nahm 1944 die Benennung vor, nachdem hier im Zuge der Operation Tabarin der Union Jack gehisst worden war.